# Торбіна Бася Аронівна
Бася Аронівна Торбіна (1903, місто Катеринослав, тепер Дніпро — 1974, місто Москва, тепер Російська Федерація) — радянська діячка, голова Ояшинського райвиконкому Новосибірської області. Депутат Верховної ради СРСР 1-го скликання.

## Біографія
Народилася в родині єврейського шевця. Три роки навчалася в міській школі. З 1914 року — учениця кравчині в ремісничій школі «Праця». З 1917 року працювала кравчинею в місті Чернігові.
Активна учасниця революційного руху, з 1917 року належала до осередку молоді при Чернігівській організації РСДРП(б). У 1919 році вступила до комсомольської організації. Член РКП(б) з червня 1921 року.
Сім років була на відповідальній комсомольській роботі. Працювала секретарем Глухівського повітового комітету комсомолу Чернігівської губернії, секретарем Чернігівського міського комітету комсомолу, заступником завідувача організаційного відділу Чернігівського губернського комітету комсомолу, завідувачем агітаційно-пропагандистського відділу Конотопського окружного комітету комсомолу, завідувачем агітаційно-пропагандистського відділу Артемівського окружного комітету комсомолу на Донбасі.
Навчалася на робітничому факультеті сільськогосподарського вузу, закінчила центральну партійну школу при ЦК КП(б)У в Харкові. До 1932 року — студентка Комуністичного університету імені Свердлова в Москві, закінчила три курси.
У 1932—1933 роках працювала в складі пропагандистської групи ЦК ВКП(б) у місті Курську.
У 1933—1935 роках — помічник начальника політичного відділу Уч-Пристанської машинно-тракторної станції в Сибіру.
У 1935—1938 роках — голова виконавчого комітету Ояшинської районної ради Новосибірської області.
З 1938 року — начальник організаційного відділу Народного комісаріату сільського господарства СРСР. Потім перебувала на відповідальній радянській роботі.
З 1958 року — персональна пенсіонерка в Москві.
Померла в 1974 році в Москві. Похована на Новодівичому цвинтарі Москви.

## Нагороди
- орден «Знак Пошани»
- медалі